# Tipula inclusa
Tipula inclusa är en tvåvingeart som beskrevs av William George Dietz 1921. Tipula inclusa ingår i släktet Tipula och familjen storharkrankar. Inga underarter finns listade i Catalogue of Life.